# 歡笑的活力
「歡笑的活力」（日語：笑顔のゲンキ）是SMAP的第5張單曲，於1992年11月11日由Victor Entertainment發行。

## 簡介
- A面和B面都曾在動畫《百變小姬子》中使用，其中A面是主題曲，B面是尾段曲。7個月後發售的第8張單曲《第一次夏天》同是該動畫的尾段曲。
- 與下一個單曲作品《下雪了》的發售時間只相差一個月，而新的專輯也決定在翌年的元旦日發售。因此包括音松君的單曲在內的話，SMAP在1992年共發表了5張單曲和2張專輯，可算是發表頻密。
- 「歡笑的活力」亦收錄在專輯《SMAP 004》中，而「ブラブラさせて!」則沒收錄在任何專輯。
- 「歡笑的活力」的表演衣服分為兩款，一款是黃色西裝外套配黑色西褲，另一款是藍色西裝外套配黑色西褲。雖然如此，香取慎吾也不喜歡這些衣服（於2001年發表《Smap Vest》時接受雜誌訪問談到。）
- 在2007年8月22日發售，THE IDOLM@STER的雙海亞美／真美（下田麻美）在角色碟THE IDOLM@STER MASTER ARTIST06重唱此曲。
- 近年的演唱會（如2006年及2008年）常在安歌時演唱這歌

## 收錄歌曲
1. 歡笑的活力 （日語：笑顔のゲンキ）
  - 作詞:森浩美 / 作曲:馬飼野康二 / 編曲:船山基紀
2. 晃蕩使之做 （日語：ブラブラさせて!）
  - 作詞:森浩美 / 作曲:馬飼野康二 / 編曲:船山基紀
3. 歡笑的活力 (Original Karaoke)
4. ブラブラさせて! (Original Karaoke)

## 相關連結
- 歡笑的活力 （页面存档备份，存于） （Victor Entertainment）（日語）